# T-Trak

La normativa T-TRAK (a veces mal escrita T-Track ya que es una marca no designando nada como vías, rieles) es un estándar para la creación de circuitos ferroviarios basado mayoritariamente en la escala N y en la conectividad propia del sistema Unitrack Archivado el 6 de enero de 2018 en Wayback Machine.® manufacturado por KATO.  

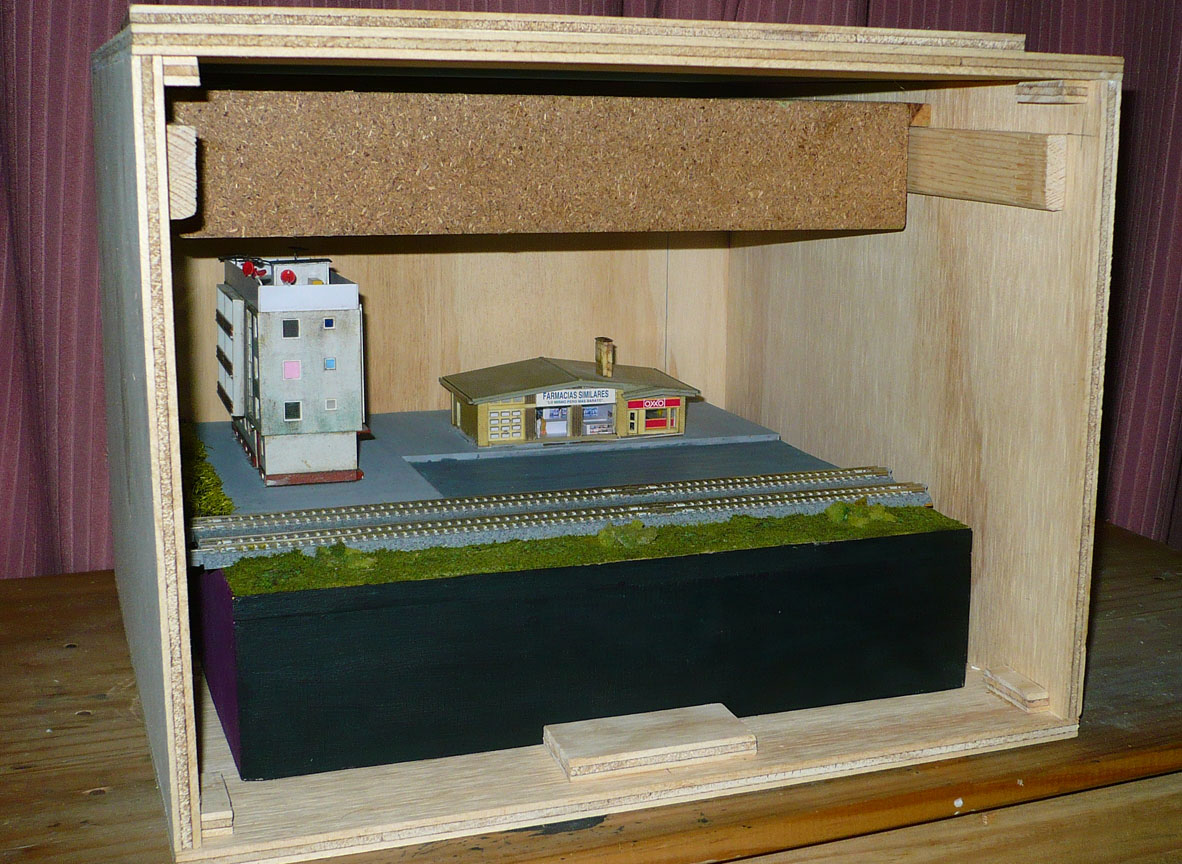
Un módulo T-TRAK sencillo, utilizado en circuitos ferroviarias modulares. Este, en particular, se encuentra dentro de una caja de transporte especial hecha a medida.

Es un sistema modular que parte de la premisa "trams, trolleys, trains, two track, table top", es decir, crear módulos de doble vía que puedan ser utilizados sobre simples mesas y en donde puedan circular trenes ligeros, tranvías y trenes en general. Otra idea detrás de este sistema es crear módulos que sean tan pequeños y prácticos que puedan ser llevados en transporte público.
Existe la aplicación normativa T-Trak para las escalas S-1-H0-TT-N-Z-T.
En 2018 se actualiza el logotipo de T-TRAK al unísono que N-TRAK.

## Historia
La creación del sistema T-TRAK tiene sus raíces en 1975, cuando se abrió el primer club con normativa modular NTRAK en Japón. 
En el año 2000, la Sra. Lee Monaco-Fitzgerald, una ferroaficionada, fue invitada a Japón para participar en una convención NTRAK. En una conferencia privada, se jugó con la idea de crear algo a partir de dos tramos de KATO Unitrack dentro de una hoja de papel tamaño DIN A4. Previamente, la Sra. Lee había pensado en la forma de crear algo para quienes no contaran con el espacio suficiente para una maqueta fija, habiendo observado las desventajas que conlleva el hacer módulos con vías tradicionales. 
A partir de cajas para manualidades, Lee creó tres módulos base que presentó el 2001 en la convención de St Louis, aprovechando las ventajas de las uniones rápidas (Unijoiners) de las vías Unitrack de KATO.
La Sra. Lee Monaco-Fitzgerald prosiguió su divulgación en el Boletín de N-TRAK publicando la norma Básica de "separación de 25 mm" y posteriormente la Alterante de "separación de 33 mm" acorde con la geometría de la pista y desvíos Unitrack® de KATO. Y organizó el Certificado para el The T-TRAK YOUTH PROGRAM que durante muchos años se desarrolló en clubes juveniles, Boys Scouts, "parroquias", escuelas, bibliotecas por todos los estados.  
En los siguientes años se crearon grupos T-TRAK en asociaciones de modelistas ferroviarios en EE.UU.A y por Australia, México, Canadá, Reino Unido, Alemania, Francia, entre otros.  
Sobre 2015 se actualizaron las normas para ponerlas acordes con los avances técnicos y la implicación de KATO para desarrollar su catálogo de pistas.  

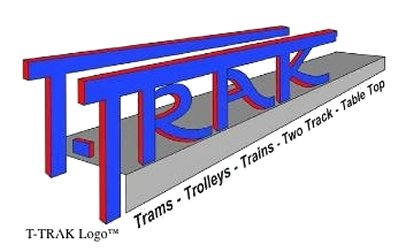
Logotipo creado por la Sra. Lee Monaco-FitzGerald 2002 y publicado en el Boletín Informativo bimensual N-RAIL

Y es en 2016 que se presentan módulos T-TRAK en España de la mano del Grupo de modelistas ferroviarios A.M.F. T-TRAK NORDESTE en Expotren de esa edición. Dicha organización crea en 2021 la aplicación Windows de Planificación de circuitos T-TRAK, versión Beta.

## Normativa modular
A partir de la creación de los primeros módulos, se idearon variantes que pudieran ser utilizadas para crear maquetas modulares. Básicamente, se trata de cajas de madera a las cuales se pegan o atornillan pistas de vía Unitrack KATO, siguiendo las medidas que se detallan en las siguientes secciones. A menos que se trate de módulos “especiales”, todos deben tener doble vía (delantera y trasera) con pista Unitrack KATO como interfase excediendo 1 mm de los dos bordes del cajón. La altura del cajón es de 7 cm, el total de altura de lateral y grueso de superficie, siempre en cualquier módulo T-TRAK y en cualquier escala. Las pistas tienen una cota 0, sobre la superficie del módulo T-TRAK; sin subidas ni bajadas, para facilitar toda circulación.
Sus tornillos niveladores, generalmente en las esquinas, deben poder elevar la superficie del cajón hasta los 10 cm de altura para superar deficiencias en las mesas o el terreno empleado.
La combinación de los módulos T-TRAK sobre mesas puede crear circuitos complejos dentro del orden que conlleva el empleo de mesas.

### Modalidades en Escala N
Módulos Alternate: Son una medida alternativa a los rectos tradicionales, variando su fondo al ser de 30 cm y separación entre pistas de 8 mm, lo que permite más posibilidades de vías. Se han popularizado en todos los encuentros
Módulos Extendidos: Son de una profundidad máxima de 35 cm x 7 cm de alto. 
Módulos Dobles: suelen frecuentar en los clubes norteamericanos y son de 73'2 cm -medida del módulo final- con pistas dobles en cada frontal. Suelen ser rectos, sencillos o doble para facilitar el transporte. Presentan dos frontales y no llevan nuca cielos. La corriente actual en Estados Unidos es abandonar este tipo de módulos, ya que prefieren comprar los kits de montaje en marcas reconocidas que no fabrican sino módulos originales 
Los módulos matriz llamados Basic: de dimensión de una hoja 30,8x21 cm las pistas se colocan juntas, 0 separaciones en rectas y deben distanciarse en los módulos curvos. Fueron los originales, sin embargo, con el desarrollo de estaciones se alteró para el empleo de desvíos obligando a la separación obligada por la geometría de vías Unitrack de KATO®

### Módulos rectos en modalidad Alternate y Escala N

#### Módulos básicos
Como su nombre lo indica, utilizan tramos rectos de vía KATO® Unitrack. Las medidas normalizadas (No es la misma la del cajón que la de las pistas) Siempre de 7 cm de alto.
La pista frontal va separada 38 mm del frente del módulo, y tienen entre sí las dos pistas una separación de 8 mm. Empleando desvíos o cruces, las distancias pueden cambiar según las configuraciones con el empleo de otros elementos de pista.
Son:
- Módulos rectos sencillos: 30'8 cm (ancho) x 30 cm (fondo) x 7 cm (alto). Las pista empleadas son 2 pistas S248, y 2 pistas S62.

- Módulos rectos dobles: Conservan sus medidas de fondo y alto, pero cambian en la anchura, la cual es de 61'8 cm x 30 cm x 7 cm de alto. Las pistas empleadas son 4 pistas S248 y 2 pistas S124.

- Módulos rectos triples: Al igual que los anteriores, solo varía su anchura, la cual es de 92'8 cm x 30 cm x 7 cm de alto. Las pistas empleadas son 6 pistas S248 y 2 pistas S186.

- Módulos rectos cuádruples: Al igual que los anteriores, solamente varía su anchura, la cual es de 123'8 cm x 30 cm x 7 cm de alto. Las pistas empleadas son 10 pistas S248.

### Módulos en curva en modalidad Alternate y siguientes en Escala N.
Se usan 2 pistas R282 en el interior y 2 pistas R315 en el exterior; colocadas a partir de 38 mm de los bordes exteriores o frontal, con separación de pistas de 8 mm. 
- Módulo esquina de los circuitos, y para darle continuidad y cerrar un trazado previamente diseñado. Permiten crear, junto con los rectos, maquetas tan sencillas como un óvalo, o un poco más complejas al emplear variantes de acomodo. Por sí mismos, con 4 módulos de esquina sencillos se puede crear un círculo. Sus medidas para el modo Alternate son 36'5 cm x 36'5 cm x 7 cm de alto. Se emplean 2 pistas. R282 y 2 pistas. R315.
- Módulo final o esquina doble de 180º simplifica el trazado de final de mesa. Sus medidas para el modo Alternate son 36'5 cm x 73'2 cm x 7 cm de alto. Se emplean 4 pistas. R282 y 4 pistas. R315.
- Módulo codo o curva inversa y, por tanto, cuatro módulos de ellos forman un círculo interior. Su tamaño depende del modo Basic o  Alterante, Su forma es de hexágono irregular pero paralelepípedo. Se usan 2 pistas R282; 2 pistas R315 y 2 pistas S29.
- Módulo enlace: que permite dirigir una circulación para otro lado y en consecuencia, combinado con módulos de esquinas, forman el retorno de la circulación. Las medidas en concreto son 36'5 cm de lado x 59'6 cm ancho x 7 cm de alto. Las pistas usadas son 2 pistas S248 y una pista S78-108; más 4 pistas. R282. Las pistas rectas se emplazan como en un módulo recto y las pistas curvas simétricamente en el centro del borde trasero.

Módulos en modalidad Basic
Se emplean módulos rectos de profundidad 21 cm descritos anteriormente con la particularidad que las pistas Unitrack® de KATO no van separadas sino juntas, 0 mm de separación. Se considera que no contendrán ni desvíos ni cruces porque separarían las dos pistas.
Eso conlleva que los módulos en curva esquina sean de menor tamaño y de diferente distribución de las pistas que siempre son 4u. R282, combinados con 1u. S29, las pistas se emplazan siguiendo los patrones anteriormente descritos.

## Programa Nuevos Jóvenes Modelistas T-TRAK
En 2022 se realiza el primer taller organizado por la A.M.F. T-TRAK NORDESTE, con esta configuración. Entre 27-30 de diciembre los jóvenes participaron en las sesiones destinadas a la formación de nuevos jóvenes modelistas y crear módulos T-TRAK N.
Dicho programa contiene todas las descripciones de procesos para organizar talleres para jóvenes menores. En E.E.U.U de América se han ido realizando durante muchos años en diferentes clubes y centros juveniles.
El programa puede adaptarse fácilmente para otros grupos de población organizados.

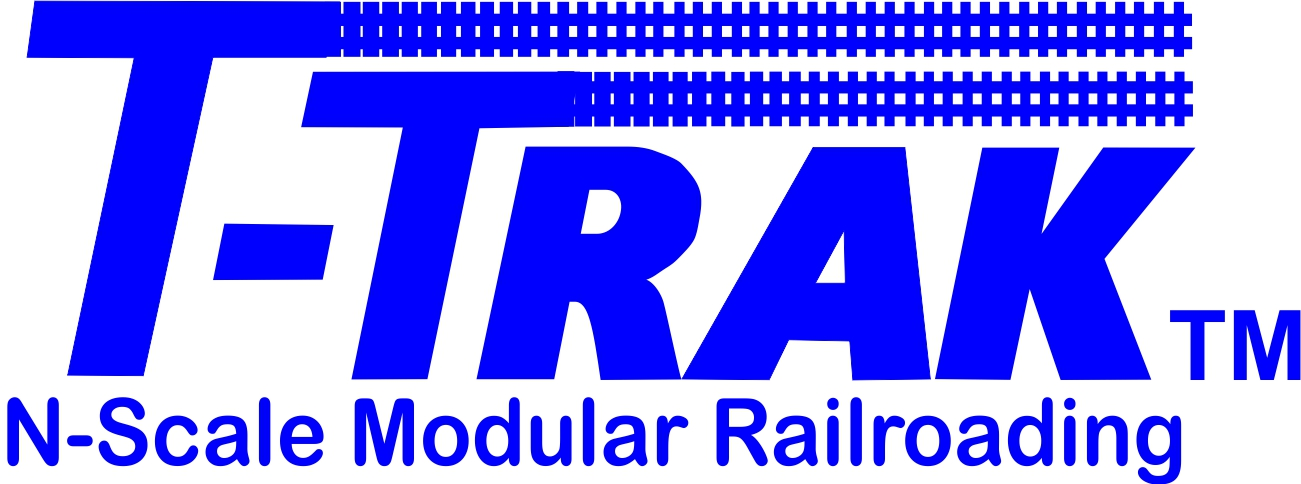
Logotipo distribuido desde 2018 con nuevas estéticas del momento.